# Juntas governativas provisórias
Em 29 de setembro (e 1 de outubro) de 1821 D. João VI assinou um decreto alterando provisoriamente a administração das capitanias, transformando-as em províncias brasileiras, estabelecendo que a partir de então as províncias seriam governadas por juntas governativas provisórias, compostas de cinco ou sete membros.
- Art 1º - "Em todas as Províncias do Reino do Brasil, em que até o presente havia Governos Independentes, se criaram Juntas Provisórias do Governo Independente, as quais serão compostas de sete Membros naquelas Províncias, que até agora eram governadas por Capitães Generais; a saber: Pará, Maranhão, Pernambuco, Bahia, Rio de Janeiro, S. Paulo, Rio Grande do Sul, Minas Gerais, Mato Grosso, e Goiás; e de cinco Membros em todas as mais Províncias, em que até agora não havia Capitães Gerais, mas só Governadores, incluídos em um e outro numero o Presidente e Secretario"
- Art 2º - Serão eleitos os membros das mencionadas juntas por aqueles eleitores de paróquia da província que puderem reunir-se na sua capital, no prazo de dois meses, contados desde o dia em que as respectivas autoridades da mesma capital receberem o presente decreto
- Art. 10º - "Todas as Provincias, em que até agora havia Governadores, e Capitães Generaes, terão daqui em diante Generaes encarregados do Governo das Armas, os quaes serão considerados como são os Governadores das Armas da Provincia de Portugal, ficando extincta a denominação de Governadores e Capitães Geraes".

D. Pedro I assinou uma Lei Imperial em 20 de outubro de 1823, extinguindo as juntas governativas provisórias e criando em cada província o cargo de presidente, assistido por um conselho.
- Lei Imperial de 20 de outubro de 1823:

1. Art. 1º - "Ficam abolidas as Juntas Provisorias de Governo, estabelecidas nas Provincias do Imperio do Brazil por Decreto de 29 de Setembro de 1821"
2. Art. 2º - "Será o Governo das Provincias confiado provisoriamente a um Presidente e Conselho"
3. Art. 3º - "O Presidente será o executor e administrador da Provincia, e como tal estrictamente responsavel: será da nomeação do Imperador, e amovivel, quando o julgar conveniente"

A seguir são listadas as juntas governativas provisórias de cada província:
- Províncias com sete membros

1. Bahia - Junta governativa baiana de 1821-1824
2. Maranhão - Junta governativa maranhense de 1821-1824
3. Mato Grosso - Junta governativa mato-grossense de 1821-1823
4. Minas Gerais - Junta governativa mineira de 1821-1822
5. Pará - Junta governativa paraense de 1821-1824
6. Pernambuco - Junta governativa pernambucana de 1821-1822 (Junta de Goiana)
7. Rio de Janeiro -
8. São Paulo - Junta governativa paulista de 1822
9. São Pedro do Rio Grande do Sul - Junta governativa gaúcha de 1822-1824

- Províncias com cinco membros

1. Alagoas -
2. Espírito Santo - Junta governativa capixaba de 1822-1824
3. Goiás - Junta governativa goianense de 1822-1824
4. Paraíba - Junta governativa paraibana de 1821-1824
5. Piauí - Junta governativa piauiense de 1823-1824
6. Rio Grande do Norte - Junta governativa potiguar de 1821-1824
7. Santa Catarina - Junta governativa catarinense de 1822-1824
8. Sergipe - Junta governativa sergipana de 1822-1824